# Korendijk (Eemsdelta)
Korendijk is een streekje in de gemeente Eemsdelta in de Nederlandse provincie Groningen. Het bestaat uit vier boerderijen langs de gelijknamige weg Korendijk tussen Kolhol, Oosterhuizen, 't Zandstervoorwerk en Zijldijk in het westen en de weg tussen 't Zandt en Spijk in het oosten. Aan oostzijde liggen het borgterrein van het vroegere Omtada en het dorp Godlinze. Ten zuidwesten stroomt de Zandstermaar. 

## Geschiedenis
De Korendijk werd in 1226 door het Klooster Bloemhof uit Wittewierum in westelijke richting verlegd naar haar huidige locatie. In 1444 werd met de voltooiing van de Oude Dijk (oorspronkelijk Uiterdyck genoemd) parallel aan noordoostzijde hiervan de Fivelboezem afgesloten. De Oude Dijk werd in de 20e eeuw afgegraven, maar vormt nog altijd de grens tussen de gemeenten Loppersum en Delfzijl.
In de 16e eeuw vormde de boerderij Korendijk 5 het centrum van de anabaptisten of wederdopers. De kreupele welgestelde boer Eppe Peters stelde zijn boerderij beschikbaar voor diensten onder leiding van Obbe Philips in 1534, waardoor de boerderij de naam "den Arck upt Sandt", "De arcke Noë" (De Ark van Noach) of kortweg "De Arck" kreeg. In 1535 kwamen er meer dan 1000 mensen bijeen om te luisteren naar Antonie Kistemaker uit Appingedam, die kort daarvoor was teruggekomen uit 'Sion', het doperse koninkrijk van Jan van Leiden in München. Bij deze bijeenkomst werden meer dan 300 mensen gedoopt. Godsdienstwaanzinnige Harmen Schoemaker uit 't Zandt beweerde Eppe te kunnen genezen van zijn kreupelheid, maar nadat zijn poging was mislukt werd hij verjaagd en gevangengezet in Groningen, waar hij overleed aan 'krankzinnigheid'. Het gebied bleef ook na het verdwijnen van het anabaptisme een belangrijk gebied voor doopsgezinden.
In de jaren 1960 werd ten noorden van het gehucht de gelijknamige gaswinningslocatie Korendijk aangelegd, die in 2004 werd stilgelegd.
Groningen: Steden en dorpen      Nederland: Provincies · Gemeenten